# Taperoá (ort i Brasilien, Paraíba, Taperoá, lat -7,21, long -36,83)
Taperoá är en ort i Brasilien.   Den ligger i kommunen Taperoá och delstaten Paraíba, i den östra delen av landet, 1 500 km nordost om huvudstaden Brasília. Taperoá ligger 533 meter över havet och antalet invånare är 8 879.
Terrängen runt Taperoá är platt. Runt Taperoá är det glesbefolkat, med 19 invånare per kvadratkilometer.. Det finns inga andra samhällen i närheten.
Omgivningarna runt Taperoá är huvudsakligen savann.